# Гаврилов Іван Андрійович
Іва́н Андрі́йович Гаври́лов (нар. 1885, Буличі, Лихвинський повіт, Калузька губернія, Російська імперія — 1 вересня 1937, Київ, Київська область, УРСР, СРСР) — український радянський державний діяч, голова Дніпропетровського облвиконкому, народний комісар комунального господарства УСРР. Член ВУЦВК 6-го та 13-го складу. Член Ревізійної комісії КП(б)У (1930–1934). Член ЦК КП(б)У (1934–1937).

## Біографія
Народився в 1885 році в родині робітника-будівельника в селі Буличі Калузької губернії, нині село не збереглося, теперь — територія Суворовського району Тульської області. З 1894 по 1901 рік був пастухом громадської отари.
У шістнадцять років отримав домашню освіту, працював малярем, бетонярем у Катеринославі. Завдяки цій професії опинився на Північному Кавказі в місцях запасів мінеральних вод — П'ятигорську, Кисловодську, Єсентуках, де в 1903 році брав участь у страйку будівельників. Як один з активних учасників, був заарештований і ув'язнений на півтора місяця, а потім адміністративно висланий. Проте через три роки він знову бере участь у бунті, але тепер вже селян села Сурсько-Литовського на Катеринославщині. Після придушення повстання був заарештований і висланий «охранкою» до Брянська. Член РСДРП(б) з серпня 1908 року.
У 1908 році Іван Гаврилов повернувся на Катеринославщину і з 1909 року мешкав у Олександрівську, звідки в 1915 році був мобілізований до лав російської царської армії. Служив рядовим, старшим унтерофіцером.
Лютнева революція 1917 року застала його в Житомирі. Входив до складу більшовицької фракції Житомирської гарнізонної ради, а незабаром став заступником голови бригадного комітету 75-ї бригади. У березні — липні 1917 року — товариш голови Житомирської ради робітничих та солдатських депутатів. У травні 1917 року був заарештований за виступ проти «батальйону смерті». Після звільнення переїхав на партійну більшовицьку роботу до міста Бердянська, а звідти у листопаді 1917 року — до міста Олександрівська.
Після жовтневого перевороту 1917 року був одним із організаторів загонів Червоної гвардії на Олександрівському заводі авіаційних моторів. У квітні 1918 року, коли до міста Олександрівська увійшли австро-угорські війська, олександрівський комітет РСДРП призначив Гаврилова головою створеного Олександрівського повітміського підпільного комітету.
У грудні 1918 — березні 1919 року — голова Олександрівського повітового військово-революційного комітету. 27 березня — 10 липня 1919 року — Олександрівський повітовий комісар з продовольства. Одночасно у січні — липні 1919 року — член Олександрівського повітового комітету КП(б)У.
У липні — вересні 1919 року — політпрацівник у Червоній армії. Під час боїв з військами Добровольчої армії генерала Денікіна і барона Врангеля з вересня 1919 по жовтень 1920 року служив комісаром постачання (з квітня 1920 року — член колегії та начальник заготівель у продовольчому комітеті) Кримської армії, яка 27 липня 1919 року була перейменована у 58-му стрілецьку дивізію РСЧА.
4 листопада 1920 — 4 січня 1921 року — т.в.о. голови Олександрівського опродкомгубу. У січні 1921 року — голова повітового ревкому і військової наради у Гуляй-Полі Олександрівської губернії (з 23 березня 1921 року перейменована в Запорізьку).
З 18 лютого 1921 року — член Олександрівського губвиконкому, Запорізький губкомісар (з липня 1921), голова Запорізької губернської ради професійних спілок, заступник голови губвиконкому та завідувач Запорізького губернського відділу управління (до 10 квітня 1922 року).
14 листопада — 21 грудня 1922 року — голова Запорізької міської ради.
1 грудня 1922 — 7 березня 1923 року — голова виконавчого комітету Запорізької повітової ради Катеринославської губернії.
7 березня 1923 — 5 березня 1924 року — голова виконавчого комітету Запорізької окружної ради Катеринославської губернії.
Одночасно 7 листопада 1923 — 24 червня 1924 року — голова Запорізької міської ради.
У березні — квітні 1924 року — в.о. голови виконавчого комітету Катеринославської губернської ради. 3 квітня 1924 — серпні 1925 року — голова виконавчого комітету Катеринославської губернської ради. Про це свідчить інформація, надрукована у місцевій газеті «Звезда» від 5 квітня 1924 року: «3 апреля на очередном пленуме губисполкома, в должности председателя ГИК´а был утвержден т. Гаврилов». З 1925 року Гаврилов одночасно обіймав посаду і голови Катеринославської міської ради. Про це повідомляла газета «Звезда» від 25 січня: «Состоялось организационное заседание вновь избранного горсовета. Председателем горсовета избран т. Гаврилов».
З червня 1925 по 1927 рік — голова виконавчого комітету Катеринославської (Дніпропетровської) окружної ради.
З серпня 1927 по 1928 рік — голова виконавчого комітету Маріупольської окружної ради.
З 1928 по 1930 рік працював головою Укрколгоспцентру. У 1930–1932 роках був на керівних посадах у будівельній промисловості: керівник 8-го будівельного тресту, керівник «Південьсоюзбуду».
4 вересня 1932 — червень 1933 року — народний комісар комунального господарства Української СРР.
З 13 травня 1933 по 9 вересня 1936 року — голова виконавчого комітету Дніпропетровської обласної ради.
У січні — липні 1937 року — голова правління Української республіканської спілки споживчих товариств (Укоопспілки).
Делегат XI (1930) та XII (1934) з'їздів КП(б)У. Член ВУЦВК 6-го (1921–1922) та 13-го (1935–1937) складу.
Заарештований органами НКВС 21 червня 1937 року. 2 вересня 1937 року розстріляний за належність до так званої «право-троцькістської організації».

## Нагороди
Нагороджений орденом Леніна (20.12.1935).

## Пам'ять
Ще за життя та перебування на посаді, Дніпропетровська міськрада прийняла постанову про присвоєння імені Гаврилова нещодавно збудованій школі № 71 та перейменувала вулицю Нову на вулицю Гаврилова (пізніше — вул. В. Щербицького). У 1989 році на його честь названо ще одну вулицю у Запоріжжі (нині — Водограйна вулиця).